# Peltosaari (ö i Birkaland, Sydvästra Birkaland)
Peltosaari är en ö i Finland. Den ligger i sjön Kulovesi och i kommunen Sastamala i den ekonomiska regionen  Sydvästra Birkaland och landskapet Birkaland, i den sydvästra delen av landet, 170 km nordväst om huvudstaden Helsingfors. Öns area är 3,3 hektar och dess största längd är 380 meter i öst-västlig riktning.